# Florian Kainz
Florian Kainz (Graz, 24 de octubre de 1992) es un futbolista austriaco. Juega de centrocampista y su equipo es el 1. F. C. Colonia de la 1. Bundesliga de Alemania.

## Selección nacional
Ha sido internacional con la selección de Austria en 28 ocasiones. Con las selecciones sub-21, sub-19 y sub-18 también lo ha sido en 24 ocasiones anotando un gol.

### Participaciones en Eurocopas
| Copa          | Sede     | Resultado        | Partidos | Goles |
| ------------- | -------- | ---------------- | -------- | ----- |
| Eurocopa 2024 | Alemania | Octavos de final | 0        | 0     |

## Clubes
| Club             | País     | Año       |
| ---------------- | -------- | --------- |
| Sturm Graz       | Austria  | 2010-2014 |
| Rapid Viena      | Austria  | 2014-2016 |
| Werder Bremen    | Alemania | 2016-2019 |
| 1. F. C. Colonia | Alemania | 2019-act. |

## Palmarés

### Campeonatos nacionales
| Título     | Club       | País    | Año     |
| ---------- | ---------- | ------- | ------- |
| Bundesliga | Sturm Graz | Austria | 2010-11 |